# Пауліново
Пауліново (пол. Paulinowo) — село в Польщі, у гміні Насельськ Новодворського повіту Мазовецького воєводства.
Населення — 242 особи (2011).
У 1975-1998 роках село належало до Цехановського воєводства.

## Демографія
Демографічна структура станом на 31 березня 2011 року:
|          | Загалом | Допрацездатний вік | Працездатний вік | Постпрацездатний вік |
| -------- | ------- | ------------------ | ---------------- | -------------------- |
| Чоловіки | 127     | 34                 | 85               | 8                    |
| Жінки    | 115     | 27                 | 66               | 22                   |
| Разом    | 242     | 61                 | 151              | 30                   |